# Macrolabis vicicola
Macrolabis vicicola är en tvåvingeart som beskrevs av Stelter 1992. Macrolabis vicicola ingår i släktet Macrolabis och familjen gallmyggor.
Artens utbredningsområde är Tyskland. Inga underarter finns listade i Catalogue of Life.